# コスティンブロト
コスティンブロト（ブルガリア語: Ко̀стинброд, ラテン文字転写: Kostinbrod）は、ブルガリア西部の町。首都ソフィアの西15キロメートル、ロム - ソフィア - テッサロニキとソフィア - ベオグラードの2つの回廊が交差する交通の要衝に位置する。西欧へ向かう鉄道路線も通り、コスティンブロト駅が設けられている。
イスクル川支流のブラト川が町の北を、ベリツァ川が南をそれぞれ流れる。
伝説によると、町はゲオルギなる人物によって建設された。ゲオルギはベリツァ川を渡る地点に定住し、それをもって町はコスティンブロド（ゲオルギの小川という意味）と呼ばれるようになったという。ゲオルギはそこで居酒屋を開業し、これが首都に向かう商人のあいだで人気となって、新たに住みつく人々が現れ、村落となった。当時は、ソフィアとロムを結ぶ街道の西側が村の中心であった。早い例では1348年12月1日付で第二次ブルガリア帝国皇帝イヴァン・アレクサンダルが下したオリャホフ勅令に、コスティンブロトを指す地名がみられる。
かつての社会主義体制時代には養鶏や畜産業が主要な産業であったが、民主化以降は立地のよさと市の企業誘致策によって、12万平方メートルの敷地を持つコカコーラの工場など、数多くの事業所が生まれた。また、ミネラルウォーターの産地としても知られる。

## ギャラリー

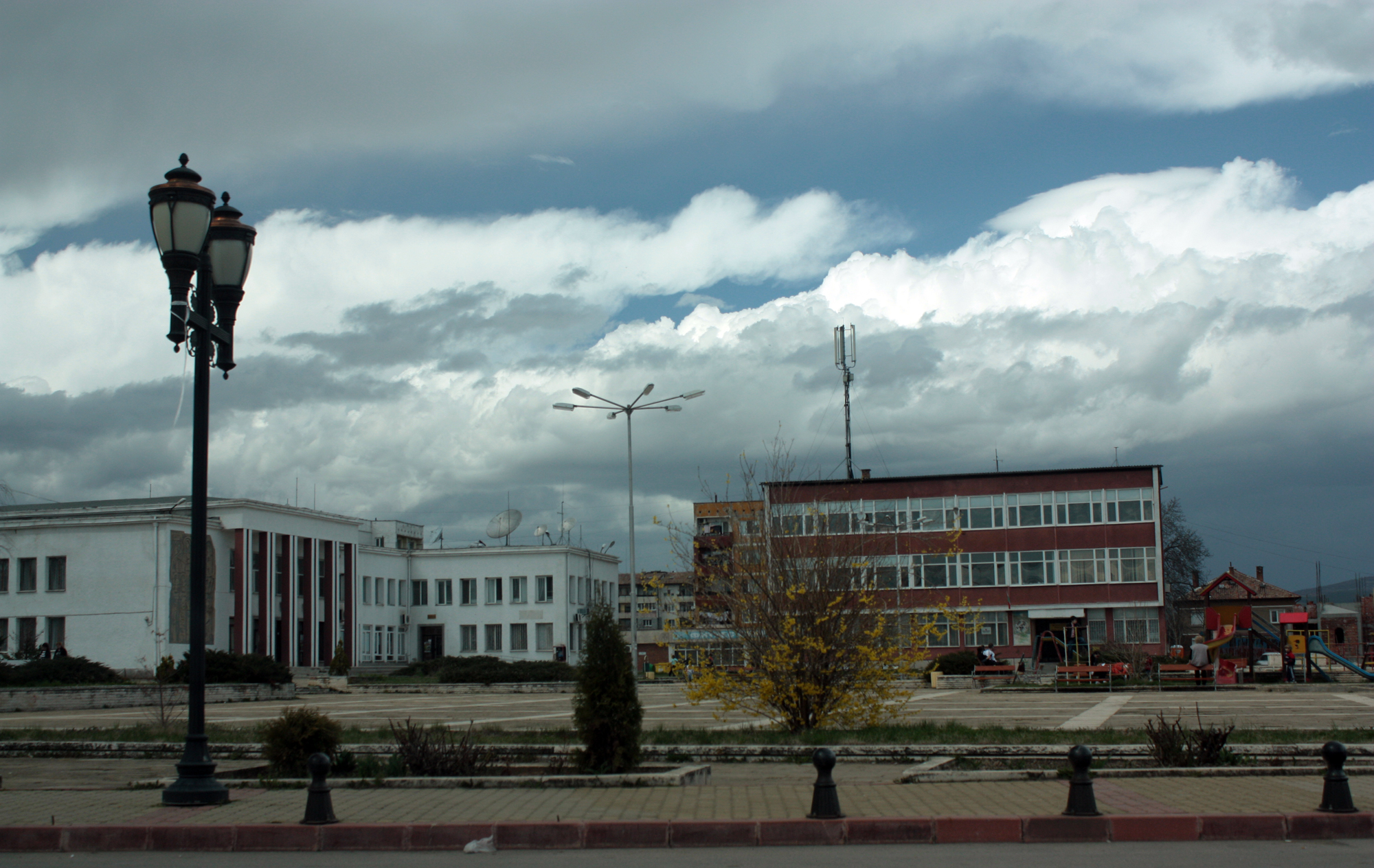
中央広場
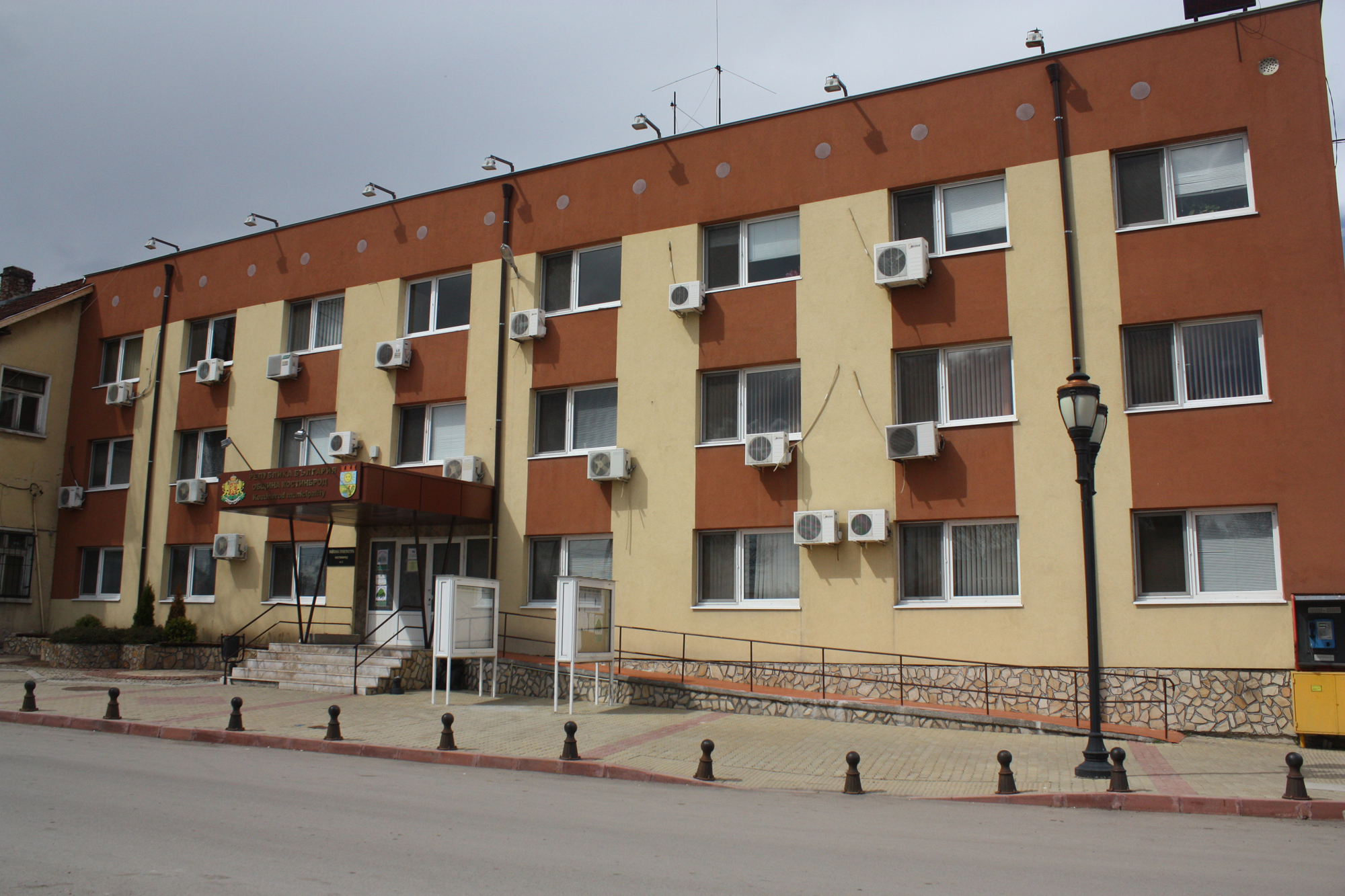
市役所
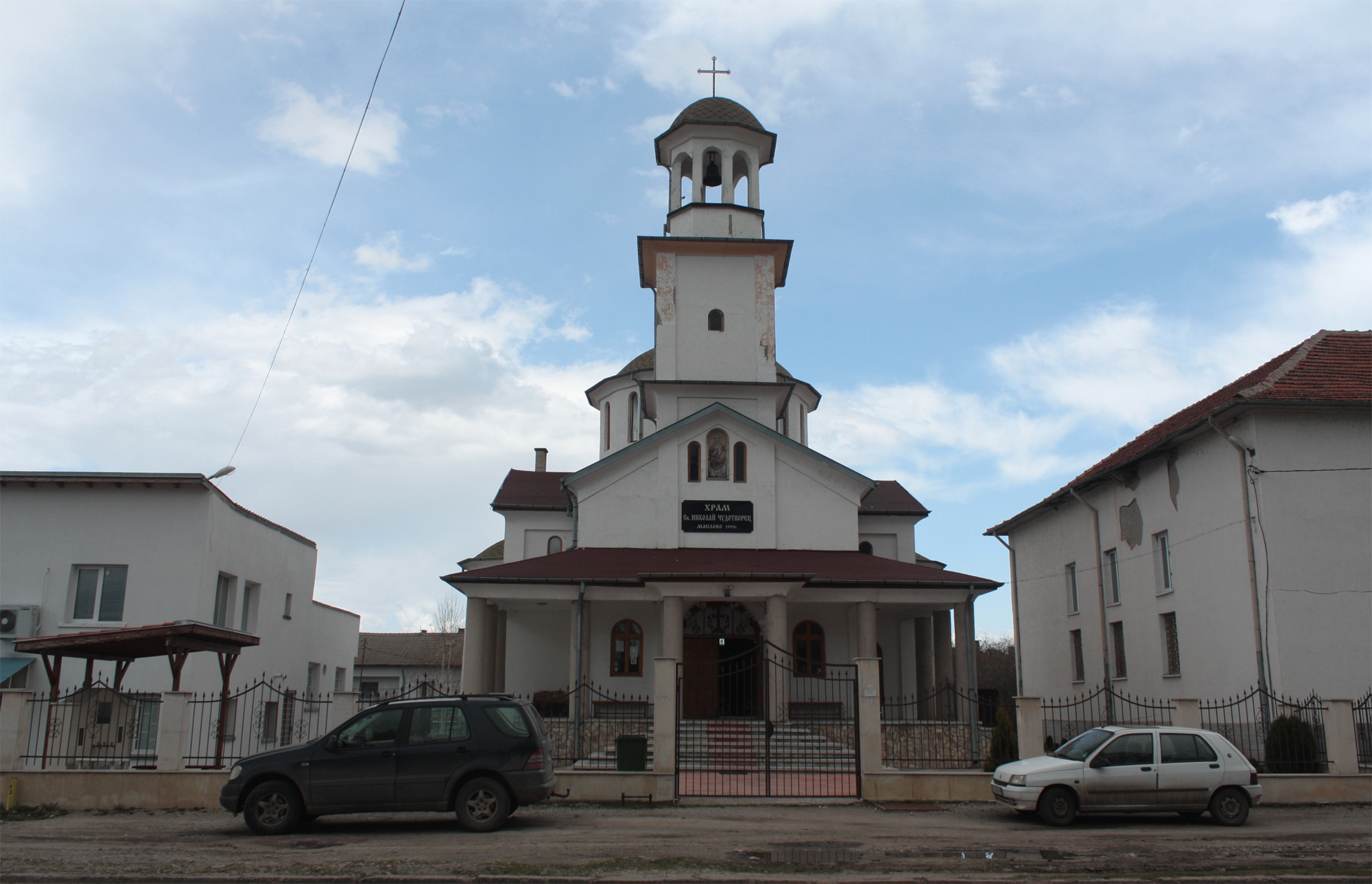
マスロヴォ地区の聖ニコライ教会
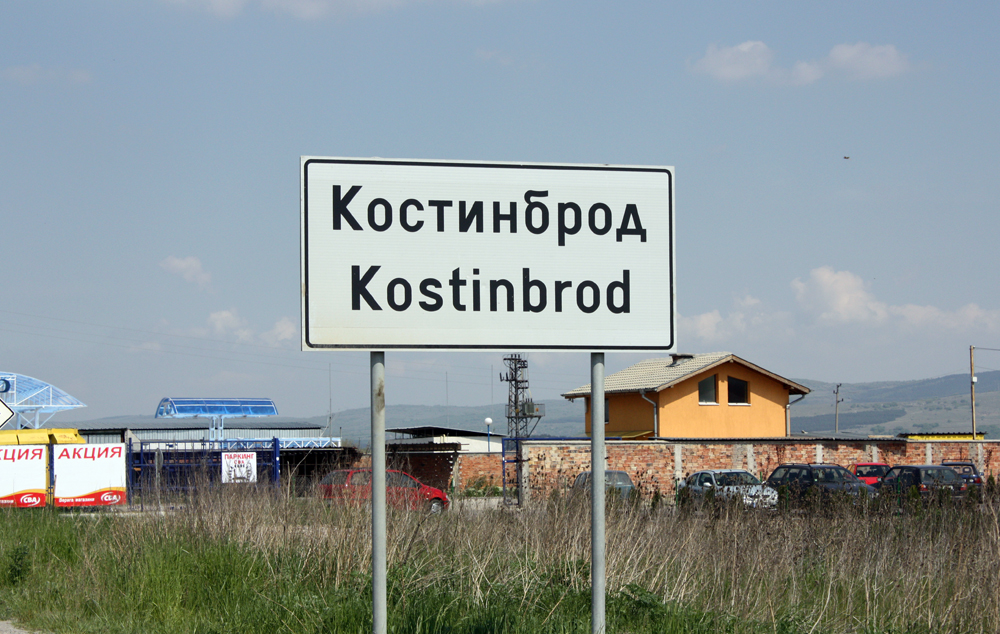
ソフィア方面の入り口に位置する標識
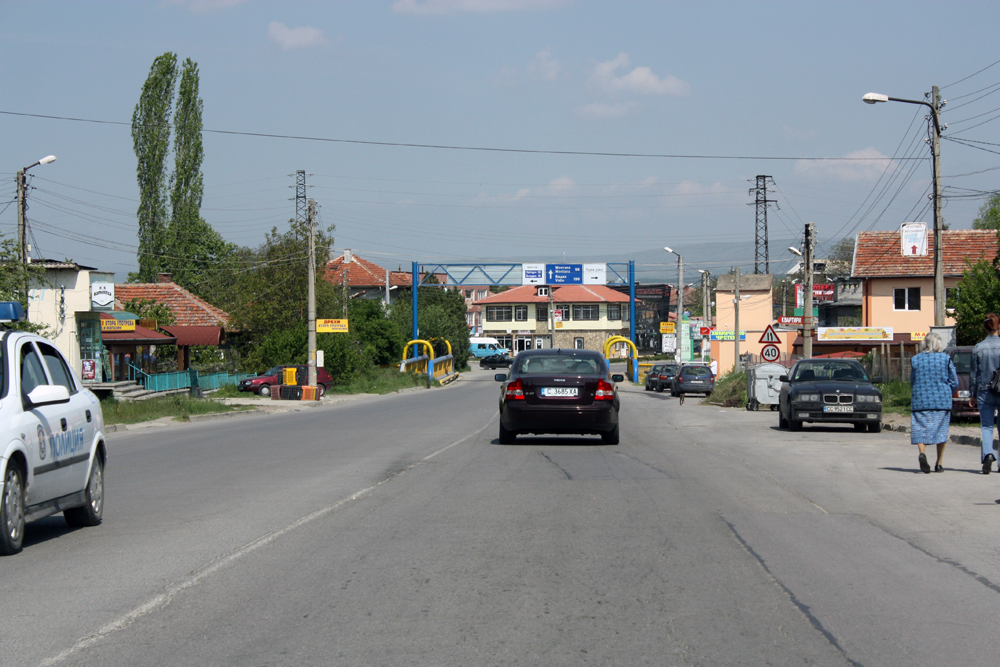
大通り
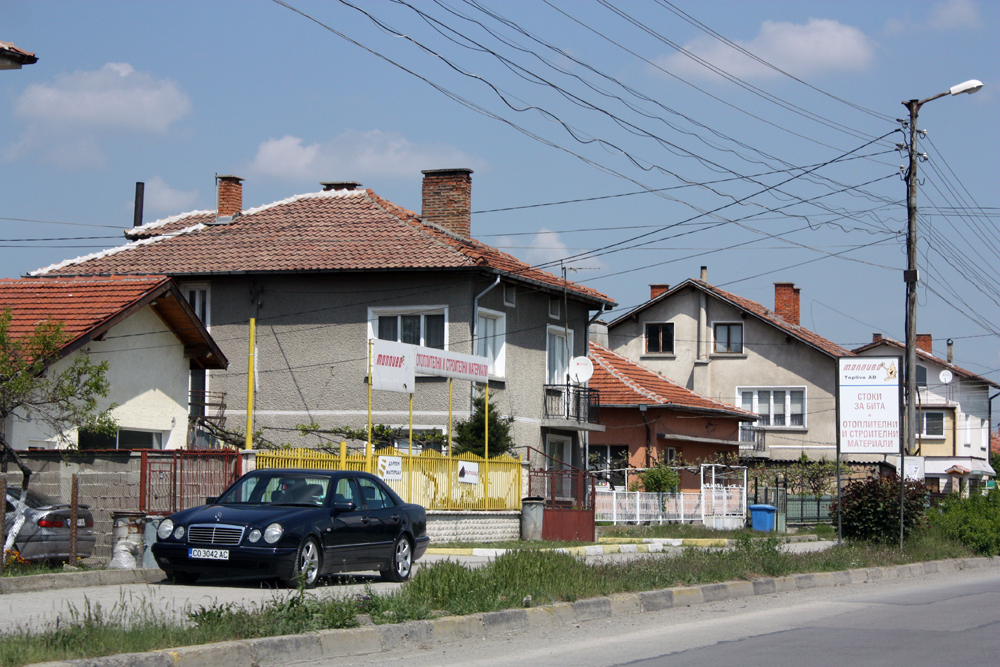
町内の典型的な住宅街